# Manduca jordani
Manduca jordani là một loài bướm đêm thuộc họ Sphingidae. Loài này có ở Argentina và Bolivia.